# Blumenthal (Burweg)
Blumenthal (niederdeutsch Blomendol) ist ein Ortsteil von Burweg in der niedersächsischen Samtgemeinde Oldendorf-Himmelpforten im Landkreis Stade.

## Geografie und Verkehrsanbindung

### Geographische Lage
Die Gemeinde liegt zwischen Kranenburg im Westen und Burweg und Bossel im Osten in der Marsch der Oste am Rande zur Geest. Südlich liegt Oldendorf und nördlich am anderen Ufer der Oste Hechthausen.
Der nordöstlichste Teil von Blumenthal an der Kreisstraße 66 heißt Stellberg. In der Gemarkung Blumenthals liegt auch die Wüstung Krughörne.
Das Wasser aus den Marschen fließt über einen Bach und das Blumenthaler Schleusenfleet in die Oste.

### Verkehr
Blumenthal liegt als Straßendorf an der Kreisstraße 82. Diese mündet in die Kreisstraße 66, die nach Burweg zur Bundesstraße 73 führt. Im Süden geht sie als Bosseler Straße über Bossel weiter nach Oldendorf. Eine kleinere Nebenstraße führt ebenfalls nach Oldendorf.
Blumenthal liegt an der Niedersächsischen Milchstraße.
Der nächste Bahnanschluss besteht in Himmelpforten an die Niederelbebahn.

## Geschichte

### Vor- und Frühgeschichte
2012 wurde in der hiesigen Sandkuhle sieben Meter unter der Erde ein See aus der Holstein-Warmzeit (vor ca. 325 000 Jahren) gefunden. Der See wurde archäologisch untersucht. Man fand dort urzeitliche Steinwerkzeuge.

### Krughörne
Zwischen Hechthausen und Kranenburg macht die Oste einen Bogen, dort befand sich der Ort Krughörne (plattdeutsch Kroghörn), der zu Blumenthal gehörte. Hier wurde bereits im Mittelalter auf einer Wurt ein Gasthaus (plattdeutsch Krog) mit Fährbetrieb angelegt. In der Nähe befand sich auch eine Ziegelei.
Erstmals urkundlich erwähnt wurde Krughörne 1715 in einem Vertrag zwischen Jürgen Hagenah und seinem Sohn Jürgen Friedrich Hagenah; der Vertrag befindet sich heute im Staatsarchiv Stade (ARL 11 Nr. 22). Auf einer Landkarte wurde Krughörne erstmals 1768 bei der Kurhannoverschen Landesaufnahme vermerkt. Archäologische Funde reichen ins 15. Jahrhundert zurück.
Der Krug ging Ende des 19. Jahrhunderts wüst, der genaue Zeitraum ist nicht bekannt. Feststeht, dass der Ort 1874 noch existierte. Gründe für Aufgabe des Kruges war die Randlage und zunehmende Bedeutungslosigkeit für den Verkehr über die Oste: 1856 wurde die Chaussee zwischen Cuxhaven und Hamburg (die heutige B 73) fertiggestellt und 1881 die Niederelbebahn zwischen Cuxhaven und Harburg.
Von 2015 bis 2017 wurde die Position der Wüstung archäologisch untersucht, man konnte mehrere archäologische Funde machen.

### Verwaltungsgeschichte
In der Franzosenzeit gehörte Blumenthal 1810/11 zur Mairie Blumenthal im Kanton Himmelpforten im Königreich Westphalen und von 1811 bis 1814 unter Napoleon direkt zum Französischen Kaiserreich und da zur Mairie Oldendorf im Kanton Himmelpforten.
Ursprünglich gehörte ein Teil des Dorfes (1791: 11 Häuser) zum Klosterbezirk Himmelpforten im gleichnamigen Amt; der größere Teil (1791: 62 Häuser) bildete ein Patrimonialgericht, das der Familie Marschalck gehörte. 1813 wurde jenes aufgelöst. Anschließend war der ganze Ort dem Amt Himmelpforten angehörig.
Nach 1885 gehörte Blumenthal zum neu gebildeten Kreis Stade, der 1932 im jetzigen Landkreis Stade aufging.
Die bis dahin selbstständige Gemeinde Blumenthal wurde am 1. Juli 1972 im Zuge der Gemeindereform nach Burweg eingemeindet.

### Einwohnerentwicklung
| Jahr | Einwohner            |
| ---- | -------------------- |
| 1791 | 73 Feuerstellen      |
| 1824 | 66 Feuerstellen      |
| 1848 | 324 Leute, 67 Häuser |
| 1871 | 371 Leute, 67 Häuser |
| 1910 | 299                  |
| 1925 | 297                  |
| 1933 | 258                  |
| 1939 | 259                  |
| 2012 | 265                  |

### Religion
Blumenthal ist evangelisch-lutherisch geprägt und gehört zum Kirchspiel der Kirche St. Petri auf der Horst in Burweg.
Für die wenigen Katholiken ist die Kirche St. Michael in Bremervörde zuständig, die seit dem 1. Dezember 2010 zur Kirchengemeinde Heilig Geist in Stade gehört.

## Politik

### Wappen
Blasonierung: Das Wappen vun Blumenthal zeigt auf grünen Grund eine goldene Blume über einer silvernen Wellenlinie.

## Kultur und Sehenswürdigkeiten

### Vereine
- Schützenverein Blumenthal von 1929 e. V., Vereinspräsidentin Kerstin Staab[9]
- Freiwillige Feuerwehr

### Regelmäßige Veranstaltungen
- Schützenfest, findet jedes dritte Wochenende im Mai statt

## Trivia
Blumenthal ist nicht an das zentrale Abwassersystem angeschlossen; jeder Haushalt hat eine eigene Kläranlage.